# Buchmeisterin
Die Buchmeisterin kümmerte sich in den mittelalterlichen und frühneuzeitlichen Frauenklöstern um die Bibliothek. Sie war damit eine Vorgängerin der Bibliothekarin.

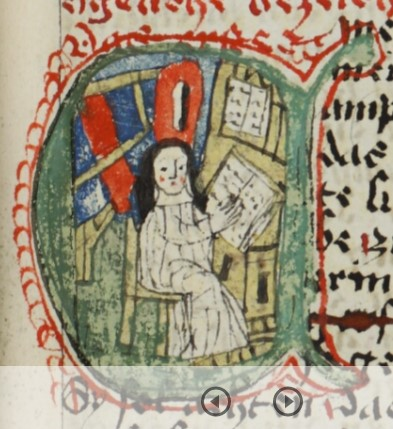
Buchmeisterin aus der Handschrift von Johannes Meyer: Ämterbuch, 1483, Universitätsbibliothek Leipzig, Ms. 1548, fol. 89r.

## Tätigkeitsbereich
Eine Buchmeistern war dafür verantwortlich, dass die Klosterbibliothek benutzbar war und keinen Schaden nahm. Sie hatte sich um die Vermehrung des Bücherbestandes, also den Erwerb von Schriften, und um seine sichere Aufbewahrung sowie die konservatorische Betreuung zu kümmern. Sie musste alle vorhandenen Werke ordnen, diese mit einem Besitzeintrag versehen und die Inventarisierung der vorhandenen Handschriften und Drucke vornehmen. Neben dem Führen von Registern oblag ihr auch die Organisation der Ausleihen innerhalb des Klosters an einzelne Nonnen, aber auch an andere Klöster. Weiterhin gehörte zu den Aufgaben das Ausleihen von Handschriften und Büchern aus anderen Klöstern, damit diese kopiert werden konnten, denn zahlreiche Frauenklöster, wie das Katharinenkloster Nürnberg, unterhielten ein eigenes Skriptorium.
Das Amt der Buchmeisterin wird ausführlich im 1454 verfassten Ämterbuch des Dominikaners Johannes Meyer beschrieben, das in zahlreichen Frauenklöstern kopiert wurde. Meyer, der sich in süddeutschen Frauenklöstern um die Reformierung des Ordenslebens kümmerte, widmete der Organisation von Klosterbibliotheken einen Abschnitt in seiner Schrift. Dort heißt es:
Jtem die buoch maysterin soll och guoten fliss haben[,] das nach ordnung der priorin die buecher wol gebessrat vnd corrigiert werden vnd och geregistriert vnd gebunden vnd geczaichnet …

## Bekannte Buchmeisterinnen
Nur wenige Namen von Buchmeisterinnen wurden überliefert. Bekannt sind Regula Keller, die Ende des 15. Jahrhunderts im Kloster St. Katharina (St. Gallen) nachgewiesen ist und sich um den Erhalt der dortigen Bibliothek verdient gemacht hat. Nachgewiesen sind auch um 1447 Elspet Furterin aus dem Kloster Engelthal bei Nürnberg und die Buchmeisterinnen des Katharinenklosters in Nürnberg: Auf Kunigund Niklasin (gest. 1457), die Mitte des 15. Jahrhunderts im Katharinenkloster in Nürnberg die deutschsprachigen Handschriften der Bibliothek und den privaten Buchbesitz der Schwestern verzeichnete, viele Handschriften selbst schrieb und als Gründerin der dortigen Schreibschule gilt, folgten als Nachfolgerinnen im Amt Klara Keiperin und Kunigund Löffelholzin. Sowohl Regula Keller als auch Kunigund Niklasin haben dank ihrer Verzeichnung der Klosterbibliotheksbestände der Nachwelt die Kenntnisse über den inzwischen verstreuten Buchbesitz beider Frauenklöster bewahrt.